# Gouvernement Ouane II
République du Mali
Ouane I C.K. Maïga
Le gouvernement Moctar Ouane (2) a été très brièvement le gouvernement de la république du Mali, formé le 24 mai 2021, et renversé quelques heures seulement après son annonce, le même jour, par le coup d'État de 2021. Sous la pression des militaires conduits par Assimi Goïta, le président de la Transition, Bah N'Daw, dissout le gouvernement puis démissionne ; il est ensuite maintenu en résidence surveillée, ainsi que Moctar Ouane.

## Historique du mandat
Dirigé par le Premier ministre sortant indépendant Moctar Ouane, il doit succéder au gouvernement Moctar Ouane (1).
Le 14 mai 2021, Moctar Ouane présente la démission de son premier gouvernement. Il est chargé le jour même de former un nouveau cabinet plus inclusif. Le gouvernement est présenté le 24 mai 2021. De nombreux partis, comme la Convergence pour le développement du Mali (Codem), l'Union pour la république et la démocratie (URD), l'Alliance démocratique pour la paix (ADP-Maliba) et le Parti pour le développement économique et la solidarité (PDES), font leur entrée au gouvernement. Le gouvernement se caractérise aussi par la mise à l'écart de certains membres de l'ex-CNSP (Sadio Camara et  Modibo Koné). Deux heures après l'annonce du gouvernement, Bah N’Daw et le Premier ministre sont interpelés puis conduits sous escorte militaire à Kati peu après,.
Le lendemain, le colonel Assimi Goïta annonce avoir « démis de leurs prérogative » le président et le Premier ministre, qu’il accuse de « sabotage » de la transition, leur reprochant d'avoir formé le nouveau gouvernement sans se concerter avec lui. Le 26 mai, Moctar Ouane annonce au médiateur de la CEDEAO, l'ancien président nigérian Goodluck Jonathan, qu'il a démissionné. Il a été ainsi mis fin aux fonctions du gouvernement le 24 mai soit le jour même de son annonce.
Les secrétaires généraux des ministères assurent l'intérim en attendant la formation du nouveau gouvernement, qui aura lieu le 11 juin, et réintégrera des membres du CNSP.

## Composition
- Les nouveaux ministres sont indiqués en gras, ceux ayant changé d'attributions en italique.

| Portefeuille                                                                                 | Titulaire | Titulaire                | Parti      |
| -------------------------------------------------------------------------------------------- | --------- | ------------------------ | ---------- |
| Premier ministre                                                                             |           | Moctar Ouane             | SE         |
| Ministre de la Défense et Anciens combattants                                                |           | Souleymane Doucouré      | Militaire  |
| Ministre de la Promotion de la bonne gouvernance, chargé des Relations avec les institutions |           | Harouna Toureh           | SE         |
| Ministre de la Sécurité et de la Protection civile                                           |           | Mamadou Lamine Ballo     | Militaire  |
| Ministre de la Justice                                                                       |           | Boubacar Sidiki Samaké   | SE         |
| Ministre de l'Administration territoriale et de la Décentralisation                          |           | Abdoulaye Maïga          | Militaire  |
| Ministre de l'Économie et des Finances                                                       |           | Dionké Diarra            | SE         |
| Ministre des Affaires foncières, de l'Urbanisme et de l'Habitat                              |           | Hamza Ahmadou Cissé      | URD        |
| Ministre de la Réconciliation nationale                                                      |           | Ismaël Wagué             | Militaire  |
| Ministre des Affaires étrangères et de la Coopération internationale                         |           | Zeïni Moulaye            | SE         |
| Ministre de la Santé et du Développement social                                              |           | Fanta Siby               | SE         |
| Ministre des Transports et des Infrastructures                                               |           | Assian Sinfa             | SE         |
| Ministre de l'Industrie, du Commerce et de la Promotion des investissements                  |           | Harouna Niang            | SE         |
| Ministre de la Culture, de l'Artisanat et du Tourisme                                        |           | Kadiatou Konaré          | SE         |
| Ministre de l'Agriculture, de l'Élevage et de la Pêche                                       |           | Mahmoud Ould Mohamed     | SE         |
| Ministre de l'Enseignement supérieur et de la Recherche scientifique                         |           | Doulaye Konaté           | SE         |
| Ministre de l'Éducation nationale                                                            |           | Diawara Aoua Paul Diallo | URD        |
| Ministre de l'Emploi, du Travail et de la Fonction publique                                  |           | Abdel Kader Sidibé       | Codem      |
| Ministre des Mines, de l'Énergie et de l'Eau                                                 |           | Djibril Tall             | PDES       |
| Ministre de la Jeunesse et des Sports                                                        |           | Moussa Ag Attaher        | SE         |
| Ministre des Maliens de l'extérieur et de l'Intégration africaine                            |           | Youba Ba                 | ADP-Maliba |
| Ministre de la Communication et de l'Économie numérique                                      |           | Alhamdou Ag Ilyène       | SE         |
| Ministre de la Promotion de la femme, de l'Enfant et de la Famille                           |           | Togo Marie Yagalé Togo   | SE         |
| Ministre de l'Environnement, de l'Assainissement et du Développement durable                 |           | Mohamed Ag Akeratane     | SE         |
| Ministre de la Formation professionnelle et de la Construction citoyenne                     |           | Mohamed Salia Touré      | SE         |
| Ministre des Affaires religieuses et du Culte                                                |           | Mahamadou Koné           | SE         |